# Armia Bożego Oporu
Armia Bożego Oporu (ang. Lord’s Resistance Army, LRA) – organizacja terrorystyczna powstała w 1987 roku w północnej Ugandzie. LRA zabiła kilkadziesiąt tysięcy osób.
Próba zbrojnego obalenia rządu Ugandy doprowadziła do powstania jednego z najdłuższych konfliktów w Afryce, wraz z fatalnymi konsekwencjami humanitarnymi. Założycielem i przywódcą ruchu jest Joseph Kony, samozwańczy prorok, głos Boga i Ducha Świętego, którego „Stwórca zesłał, by ocalić lud Aczoli”.
Ideologia grupy opiera się na mieszance chrześcijaństwa, mistycyzmu, rdzennych religii oraz czarów. Głównym celem ruchu jest ustanowienie teokratycznego państwa opartego na Dziesięciu Przykazaniach, wraz z kulturą i tradycją ludu Acholi.
LRA jest oskarżone o powszechne łamanie praw człowieka, w tym zabójstwa, porwania, okaleczenia, niewolnictwo seksualne kobiet i dzieci, które są następnie siłą wcielane do armii. Ruch działa głównie w północnej Ugandzie, części Sudanu Południowego oraz Demokratycznej Republice Konga.
Rząd Stanów Zjednoczonych uznał LRA za organizację terrorystyczną.

## Historia powstania
W początkowym okresie LRA była znana pod wieloma różnymi nazwami, „Lord’s Army” (1987–1988), „Uganda Peoples’ Democratic Christian Army” (UPDCA) (1988–1992); obecna nazwa została nadana w 1992 roku.
W 1986 roku, Alice Auma – kapłanka z plemienia Acholi, utworzyła organizację „Ruch Ducha Świętego”, utrzymując że jest inspirowana przez Ducha Świętego. Sama przedstawiała się jako prorok, który utrzymuje kontakt z Bogiem. Deklarowała, że Acholi mogą pokonać rząd Museveniego rzucając czary. Według wiadomości od Boga, jej zwolennicy powinni smarować swoje ciała olejkiem shea jako ochronę przed kulami, nigdy nie kryć się podczas walki oraz nie zabijać węży i pszczół. Joseph Kony głosił później podobne zabobony, jakoby narysowany olejem krzyż na klatce piersiowej chronił przed kulami.
Wokół kapłanki skupiło się kilka tysięcy fanatycznych wojowników, przekonanych, że chroni ich Bóg, a kule w zetknięciu z ich ciałami zmienią się w wodę. Po początkowych sukcesach „Ruch” został rozbity przez wojska rządowe, a Alice Auma musiała po roku walk uciec do sąsiedniej Kenii. Później Alice Lakwena zdystansowała się od Josepha Kony, twierdząc, że Duch nie każe zabijać cywili oraz jeńców wojennych.
W międzyczasie Joseph Kony rozpoczął rekrutację pozostałych członków Armii Ludowo-Demokratycznej Ugandy (UPDA) oraz sympatyków Ruchu Ducha Świętego. W 1987 roku, gdy Alice Auma schroniła się w Kenii, Kony został nowym liderem.
Utworzył on działającą do dziś na północy kraju organizację „Lord’s Resistance Army”. Podobnie jak Auma ogłosił, że we śnie objawił mu się duch, który nakazał mu zdobyć Ugandę, zniszczyć grzeszników i rządzić krajem według Dekalogu. Lord’s Resistance Army ma wątpliwy zaszczyt posiadania najmłodszych żołnierzy, pięciolatków zmuszonych do walki.
Do jednego z pierwszych masowych uprowadzeń doszło w 1987 roku, kiedy to LRA zaatakowało żeńską szkołę w miejscowości Gulu. Atak został powtórzony rok później; od tamtej pory LRA zaatakowało wiele szkół.
Według rzecznika armii Ugandy, ppłk Shaban Bantariza, wysiłki mediacyjne prowadzone przez Carter Center i papieża zostały zignorowane przez Kony’ego.
Organizacja „Invisible Children Inc.” rozpoczęła kampanię na rzecz odsunięcia od władzy Kony’ego i uwolnienia dzieci-żołnierzy.

## Ideologia

Flaga Lord’s Resistance Army

Ideologia LRA jest w dużej mierze tajemnicza ze względu na brak szczegółowych badań. LRA podobno odwołuje się okazjonalnie do nacjonalizmu Acholi, ale szczerość takiego zachowania jest uważana za wątpliwą przez badaczy.
Robert Gersony, pracownik Ambasady Stanów Zjednoczonych w Kampali, w sprawozdaniu w 1997 roku stwierdził, że „LRA nie ma jasnego programu politycznego ani ideologicznego, a przynajmniej nikt, z miejscowej ludności o nim nie słyszał”.
Według serwisu IRIN „LRA pozostaje jednym z najmniej poznanych grup rebelianckich na świecie, a ideologia którą się kieruje jest trudna do zrozumienia”.
Podpułkownik Shaban Bantariza z Armii Ugandy twierdzi, że „trudno powiedzieć czy Lord’s Resistance Army chce jakiejkolwiek władzy politycznej. Wydaje się, że jej jedynym celem jest terroryzować ludność cywilną i szabrować ich domy”.
W rozmowie z serwisem internetowym IRIN, Vincent Otti został poproszony o wizję idealnego rządu według LRA. Otti odpowiedział, że „Lord’s Resistance Army jest tylko nazwą ruchu, który walczy w imię Boga. Bóg pomaga nam w buszu, dlatego stworzyliśmy tę nazwę, Lord’s Resistance Army [Armia Oporu Pana]. Ludzie zawsze pytają nas, czy walczymy dla [biblijnych] Dziesięciu Przykazań Boga. I to jest prawda – ponieważ Dziesięć Przykazań Bożych jest jak konstytucja, którą Bóg dał ludziom na świecie. Wszystkim ludziom. Jeśli odwołasz do konstytucji, nikt nie będzie akceptować ludzi, którzy kradną, nikt nie może zaakceptować, aby ktoś mógł przyjść i wziąć nie swoją żonę, nikt nie może zaakceptować niewinnego zabijania. Z Dziesięciu Przykazań to wszystko wynika”.
W przemówieniu Jamesa Alfreda Obita, były Sekretarz do Spraw Zagranicznych i Mobilizacji, lider delegacji Lord’s Resistance Army, zaprzeczył, że LRA jest „sprawą tylko ludu Acholi” oraz stwierdził, że obraz lansowany przez media i rząd grupy chrześcijańskich fundamentalistów o dziwacznych przekonaniach, których celem jest obalenie reżimu Museveniego i zastąpienie go rządami opartymi na dekalogu” jest nieprawdziwy.
W tym samym wystąpieniu, Obita stwierdził również, że celami LRA są:
1. Usunięcie dyktatury oraz zatrzymanie gnębienia ludności.
2. Walka o niezwłoczne przywrócenie wielopartyjnej demokracji w Ugandzie.
3. Zatrzymanie brutalnych pogwałceń praw człowieka i godności Ugandyjczyków.
4. Przywrócenie pokoju i bezpieczeństwa w Ugandzie.
5. Zapewnienia jedności, suwerenności i dobrobytu gospodarczego korzystnego dla wszystkich mieszkańców Ugandy.
6. Doprowadzenie do zakończenia represyjnej polityki, świadomej marginalizacji określonych grup ludzi, którzy nie zgadzają się z ideologią LRA.

## Liczebność
Rząd Ugandy szacuje siły LRA na 500 do 1000 żołnierzy, ale inne źródła podają, że liczebność może wynosić aż 3000 żołnierzy, w tym około 1500 kobiet i dzieci. Większość żołnierzy to dzieci. Według Livingstone Sewanyana’ego, dyrektora wykonawczego Fundacji Praw Człowieka, Yoweri Museveni pierwszy wykorzystał dzieci-żołnierzy w tym konflikcie.
Od początku walk w 1986 roku, LRA mogło zmusić ponad 10 tys. chłopców i dziewcząt do walki. Podczas konfliktu często dochodziło również do zabijania sąsiadów rodziny i nauczycieli. Wiele z porywanych dzieci jest umieszczanych na pierwszej linii frontu, takie postępowanie powoduje dużą śmiertelność wśród porwanych. Powodem poświęcania dzieci podczas walk jest łatwość ich zastąpienia podczas rajdów na szkoły lub wsie.
Żołnierze są organizowani w niezależne oddziały składające się z 10 lub 20 żołnierzy.
Pomoc wojskową dla LRA dostarczał Sudan, w odpowiedzi na to Uganda rozpoczęła wspierać SLA (nie należy mylić z Ludową Armią Wyzwolenia Sudanu – SPLA działającą w Sudanie Południowym).
W 2002 roku Sudan zakończył wspomaganie LRA.

## Międzynarodowy Trybunał Karny

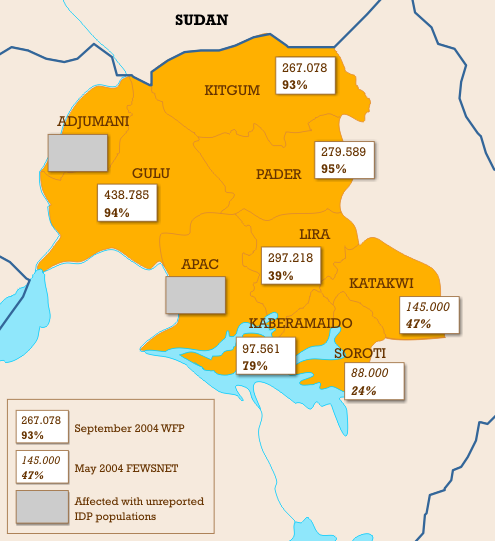
Liczba ludności w danym rejonie, wraz z wskaźnikiem pokazującym procent zamieszkania w obozach dla uchodźców

Międzynarodowy Trybunał Karny wydał 8 lipca i 27 września 2005 roku, nakaz aresztowania Josepha Kony, jego zastępcy Vincenta Otti oraz dowódców Raska Lukwiya, Okot Odhiambo oraz Dominic Ongwen. Pięciu liderów LRA jest ściganych za zbrodnie przeciwko ludzkości i zbrodnie wojenne, w tym morderstwa, gwałty, niewolnictwo seksualne, porywanie dzieci i zmuszanie ich do walki
Były to pierwsze nakazy powstałego w 2002 roku, Międzynarodowego Trybunału Karnego. Szczegóły nakazów aresztowania zostały wysłane do trzech krajów, w których aktywną działalność prowadził LRA: Ugandy, Sudanu i Demokratycznej Republiki Konga. Liderzy LRA stwierdzili, że nigdy się nie podadzą, chyba że zostaną objęci amnestią; tak więc nakaz aresztowania MTK może zrodzić obawy, że powstanie nie zakończy się poprzez negocjacje.
W dniu 30 listopada 2005 roku, zastępca dowódcy LRA, Vincent Otti, skontaktował się z BBC, przekazując pragnienie kierownictwa LRA do prowadzenia rozmów pokojowych z rządem Ugandy. Rząd odniósł się sceptycznie do propozycji, ale wyraził otwartość na rzecz pokojowego rozwiązania konfliktu.
2 czerwca 2006 roku, Interpol wystosował pięć „czerwonych zgłoszeń” do 184 krajów, wzywających policję do zatrzymania liderów LRA.
W międzyczasie Joseph Kony spotkał się z Wiceprezydentem Sudanu Południowego, Riek Macharem.
Dzień po spotkaniu, Human Rights Watch poinformowała, że rząd Sudanu Południowego zignorował wezwanie MTK do zaaresztowania liderów LRA; zamiast tego dostarczył gotówkę i żywność jako zachętę, aby powstrzymać LRA przed atakami na obywateli Sudanu Południowego.
Co najmniej dwóch z pięciu przywódców LRA zostało już zabitych: Raska Lukwiya – 12 sierpnia 2006 roku, Vincent Otti pod koniec 2007 roku. Pojawiły się również niepotwierdzone doniesienia o zabiciu Okot Odhiambo w kwietniu 2008 roku.

## Masakry bożonarodzeniowe i dalsza aktywność
W 2006 roku, USA wyszkoliło żołnierzy, którzy zostali wysłani w celu przeprowadzenia zamachu na Kony’ego, wszyscy zostali zabici przez bojowników LRA.
28 grudnia 2008 roku, ugandyjskie wojsko oskarżyło rebeliantów z LRA o zamordowanie 45 osób w kościele, w północno-wschodniej części Demokratycznej Republiki Konga. Caritas szacuje liczbę ofiar na około 500 osób. LRA zaatakowało 25 grudnia 2008 podczas koncertu bożonarodzeniowego w Faradje, ponawiając atak następnego dnia rano, zabijając około 150 osób. Caritas poinformował, że LRA zabiło 75 osób w kościele na północ od Dungu, 48 osób w Bangadi oraz 213 osób w Gurbie.
Sekretarz generalny Organizacji Narodów Zjednoczonych Ban Ki-moon stwierdził, że „potępia, w możliwie najostrzejszy sposób przerażające okrucieństwo popełnione przez Lord’s Resistance Army (LRA) w ostatnich dniach”. Caritas w swoim oświadczaniu poinformował, że jest „wstrząśnięty sprawozdaniami swoich pracowników” z masakry.
Podjęte przez ugandyjskie wojska w początku 2009 roku ofensywa w Garambie zmierzająca do ostatecznej porażki LRA okazała się nie w pełni udana. Działania wojskowe w Demokratycznej Republice Konga nie doprowadziły do schwytania lub zabicia Josepha Kony, który pozostawał nadal nieuchwytny.
W grudniu 2009, rebelianci dokonali masakry w 10 wioskach w północno-wschodnich krańcach Demokratycznej Republiki Konga. Bojówki LRA w dniach 14–17 grudnia zabiły co najmniej 321 osób. Żołnierze Boga mordowali przede wszystkim mężczyzn, których przywiązywano do drzew po czym brutalnie pocięto ich maczetami lub rozbito im głowy siekierami. Mieszkańcy wiosek, którzy przeżyli rzeź, mieli poodcinane wargi i uszy, by nie mogli przekazać tego co się stało. Armia Bożego Oporu uprowadziła ok. 250 osób, w tym wiele kobiet i 80 dzieci, którym nakazano iść do odległego o 96 km miasta. Na drodze z Makombo do Tapili leżały ciała zabitych, ponieważ rebelianci mordowali tych, którzy maszerowali zbyt wolno.
14 października 2011 Barack Obama wysłał do krajów Afryki Środkowej 100 instruktorów wojskowych. Doradcy wojskowi mieli pomagać w szkoleniu i dowodzeniu, co miało doprowadzić do ujęcia Josepha Kony’ego.
Na początku marca 2012 organizacja Invisible Children Inc rozpoczęła kampanię pod tytułem Kony 2012. Kampania ma na celu nagłośnienie zbrodni Kony’ego i zachęcenie amerykańskich polityków do zaangażowania się w jego aresztowanie. Film ten, który cieszył się ogromną popularnością wśród internautów, miał wpływ na utworzenie przez Unię Afrykańską 5 tys. kontyngentu, który za zadanie miał pojmanie dowódcy rebeliantów. Batalion, któremu dowodzą Ugandyjczycy, składa się także z żołnierzy z Sudanu Południowego, Demokratycznej Republiki Konga i Republiki Środkowoafrykańskiej. Kwatera główna kontyngentu umiejscowiona została w mieście Yambio w Sudanie Południowym, w pobliżu granicy z Demokratyczną Republiką Konga, gdzie działała Armia Bożego Oporu. Stamtąd 24 marca 2012 wysyłane do operacji zostały oddziały UA. 12 maja 2012 żołnierze ugandyjscy pojmali Caesara Alechamm, wysokiego rangą dowódcę o stopniu generała dywizji. Ponieważ był wiodącym wojskowym strategiem LRA, aresztowanie Achellama oznaczało postępy w działaniach na rzecz ujęcia Kony’ego.